# 風ノ旅ビト
『風ノ旅ビト』（かぜノたびビト、原題：JOURNEY）は、thatgamecompanyとSIEサンタモニカスタジオが開発したゲームソフト。PlayStation 3、PlayStation 4版はソニー・コンピュータエンタテインメントより、PC、iOS版はアンナプルナ・インタラクティブより発売されている。

## 概要
『flOw』や『Flowery』などを手がけてきたthatgamecompanyによって制作されたアドベンチャーゲーム。オンライン機能に対応しており（PS4版において2022年現在PS-PLUSの契約は不要）、他のプレイヤーと協力プレイすることが可能。
舞台はどこまでも広がる砂の世界で、プレイヤーはクローク風の外套をまとった「旅ビト」を操作して先に進んでいく。文字や言葉による直接的な情報やコミュニケーションを排し、美しいビジュアルと演出だけで世界観を表現する独特な作風が特徴。
ダウンロード専売というギャップを跳ね返し、D.I.C.E. Awards、IGN、GameSpot、Spike VGA、Joystiqなどの主要アワードで2012年のゲーム・オブ・ザ・イヤーを総なめにした。特にゲーム・デベロッパーズ・チョイス・アワードでは、ゲーム・オブ・ザ・イヤーを含むノミネートされた全6部門を全て制する前代未聞の偉業を成し遂げている。また、本作のサウンドトラックはグラミー賞の 「Best Score Soundtrack For Visual Media」部門にノミネートされた。一方、開発会社であるthatgamecompanyは、SCEからの資金提供はあったものの、本作開発中に財政難に陥り破産していた。
また『ICO』、『ワンダと巨像』を制作したゲームデザイナーの上田文人は今作をTwitter上で「Journeyをプレイして感じたこと。“暇潰し”のコストパフォーマンスではなく、“感動”のコストパフォーマンスの高い希有なゲーム。 こういうゲームこそ、多くの人にプレイしてもらいたい。」と称賛している。

## ゲーム内容
物語は見渡す限り広大な砂漠から突然始まり、様々な謎を解きながら進行する。ゲーム中、音声や文章は一切登場しない。そのため物語の解釈はプレイヤーに委ねられる。

### 基本動作
プレイヤーキャラクターができるアクションは、スタートメニューからの各オプションを除くと以下の操作のみで、基本的にはこれらの動作を使い分けながらゲームを進めていく。
- 左スティック - 移動
- 右スティック - カメラ操作（オプション設定により上下・左右・上下左右の反転が可能）
- ○ボタン - 声（光と音）を出す（特定のオブジェクトに当てると何らかの効果を与える）
- ✕／L1／R1ボタン - 飛行（スカーフの模様が光っているときのみ。光はボタンを押していると消費し、先端部から消えていく）

スカーフの光を回復させるには以下のような行動をとる必要がある。
- 各地に見られる様々な形態の赤い布に触れる。
- オンラインで出会う旅ビトの体やスカーフ、声に触れる。
- スカーフを伸ばす「光るシンボル」を取得する。

また、カメラ操作を右スティックだけでなく、SIXAXISによる傾き感知で行うことが出来る。各チャプター内にある仕掛けを解き、最奥にある場所で瞑想を行うことで先に進む道が開かれるようになっているが、スカーフを長くする効果を持つ「光るシンボル」や意味深な絵が刻まれた「壁画」が隠されている場合もある。

### 「赤ビト」と「白ビト」
前述の「光るシンボル」を全て集めることで、チャプターセレクトに於いて通常の赤いマントから白いマントに着替えることが出来るようになる（逆も可能）。
赤いマントの旅ビトは「赤ビト（Red Cloak）」、白いマントの旅ビトは「白ビト（White Cloak）」と呼ばれる。
白ビトになると、飛ぶ力を貯めるスカーフが着地時に自動回復されるようになり手軽に飛行出来るようになる。

### その他の特殊な動作
- 転倒 - キャラクターがいずれかの方向に進んだ状態で素早く左アナログスティックを後→前→後と操作（または一回転半回す）（いずれの操作も走る深さまでスティックを傾ける）。
- 瞑想 - スタートメニューを開く（タッチパッドを押す）、一定時間カメラ以外の操作をしない、セレクトボタン（Optionボタン）を押すことでその場に座禅を組む。

### オンラインプレイ
PS3／PS4本体がオンライン状態（PSNにサインインした状態）だと、自動的にオンラインプレイとなる（誰とも会わずに自分一人でプレイしたい場合は、PSNからサインアウトすればよい）。
オンラインプレイ時には他のプレイヤーが同じ「旅ビト」として登場する。
オンラインでマッチングしても、相手が目の前に現れるとは限らない。相手が自分の視界の外にいる場合は、そちらの方向の画面の隅が白く光ることで分かる。
マッチング相手を選択することはできない。この段階では相手が「誰」なのかは一切知る術は無く、文字や音声による直接的な会話も出来ないため、意志疎通は全て自身の行動のみで示すこととなる。協力して進むことで進行が有利になる場面もあり、またトロフィー獲得条件として他プレーヤーとの協力が必要な場合はあるものの、攻略やゲームクリアにおいて他者の存在は必須ではなく、共に進むも別れて進むも個人の自由である。
ゲームクリア後、出会った旅ビトのPSN ID一覧が「Companions Met Along The Way」として一時的にゲーム画面上へ表示され（PS3/PS4共通）、「一緒に遊んだプレイヤー」にも表示される（PS3版のみ）。

## 参考・出典
- 『風ノ旅ビト』PlayStation Storeで本日（2012年3月15日）より配信開始 ファミ通.com
- 『風ノ旅ビト』ローカライズプロデューサー岩瀬氏にインタビュー INSIDE
- 海外で高評価、PS3新作アドベンチャー『風ノ旅ビト』3月15日配信 INSIDE
- まるで、一つの人生を体験したかのような気分。プレイヤーの感性を刺激する快作「風ノ旅ビト」をプレイムービーで紹介 4gamer.net